# Oblężenie Tsingtau
Oblężenie Tsingtau – bitwa stoczona jesienią 1914 roku, na początku I wojny światowej. Kontrolowany przez Cesarstwo Niemieckie port w chińskim Qingdao (znanym wówczas pod niemiecką nazwą Tsingtau), oblegany był w okresie od 13 września do 7 listopada przez połączone siły japońsko-brytyjskie. Oblężenie zakończyło się zwycięstwem sił Ententy.  

## Tło sytuacyjne
Z końcem XIX w. Cesarstwo Niemieckie, które późno przystąpiło do ekspansji kolonialnej, starało się rozszerzyć swoje wpływy w Azji, mieszając się m.in. w chińskie sprawy wewnętrzne, dla uzyskania przywilejów handlowych. Jednocześnie starano się urządzić tam bazę dla niemieckiej marynarki wojennej. Wykorzystując jako pretekst zamordowanie tam 1 listopada 1897 roku dwóch niemieckich misjonarzy, Niemcy wysadzili 14 listopada desant na półwyspie Szantung, nie napotykając oporu, po czym zmusili Chińczyków do wydzierżawienia im okręgu Jiaozhou (spotykana dawna pisownia Kiaoczou) na okres 99 lat. Po zajęciu tego obszaru Niemcy rozpoczęły rozszerzanie swoich wpływów na pozostałe ziemie prowincji Szantung, budując m.in. port w Qingdao (Tsingtau). Port stał się główną bazą Niemieckiej Eskadry Wschodnioazjatyckiej, pełniąc rolę parasola ochronnego dla niemieckich kolonii na Pacyfiku. Polityka niemiecka wywołała zaniepokojenie Brytyjczyków, którzy uznali ją za zagrożenie dla własnych interesów i wzmocnili kontakty z Japonią, zawierając 30 stycznia 1902 roku sojusz wojskowy, który pogłębił się z wybuchem I wojny światowej.
Po wybuchu wojny w Europie, początkowo niejasne było, jakie stanowisko zajmie Japonia w konflikcie. 8 sierpnia Chiny ogłosiły neutralność. Na brytyjską prośbę ograniczającą się do udzielenia pomocy w ochronie żeglugi handlowej, Japonia zdecydowała przystąpić do wojny po stronie Ententy, w celu rozszerzenia własnych wpływów w regionie. 15 sierpnia 1914 roku rząd Japonii wystosował do Niemców ultimatum, nakazując im wycofanie wszystkich okrętów wojennych z akwenu oraz przekazanie portu Qingdao Japończykom do 15 września, przy czym zakreślono czas na odpowiedź do 23 sierpnia. Dzień później generał Kamio Mitsuomi otrzymał rozkaz rozpoczęcia przygotowań do zajęcia portu. Po upływie ultimatum, w dniu 23 sierpnia, Japonia wypowiedziała Niemcom wojnę, rozpoczynając w dniu 27 sierpnia morską blokadę Qingdao. W porcie nie było już w tym czasie głównych sił eskadry niemieckiej, gdyż te jeszcze przed wybuchem wojny 20 czerwca opuściły port, kierując się w rejs szkolny w rejon niemieckiej kolonii Pagan w archipelagu Marianów, po czym, po wybuchu wojny, do bazy już nie powróciły. Stamtąd okręty niemieckie wyruszyły ku zachodnim wybrzeżom Ameryki Południowej, gdzie w bitwie pod Coronelem rozbiły eskadrę brytyjską, po czym w rejonie Falklandów role się odwróciły i eskadra niemiecka została pokonana przez Brytyjczyków w decydującej bitwie. W Tsingtau pozostał początkowo krążownik „Emden”, który 4 sierpnia zdobył na Morzu Japońskim rosyjski parowiec „Riazań”. Wkrótce jednak „Emden” również opuścił bazę, rozpoczynając działania jako rajder.

## Przebieg
27 sierpnia eskadra okrętów japońskich dowodzona przez wiceadmirała Katō Sadakichi, rozpoczęła blokadę znajdującego się pod kontrolą niemiecką Jiaozhou. Jej trzon stanowiły trzy starsze pancerniki: „Suwō” (okręt flagowy), „Iwami”, „Tango” i dwa pancerniki obrony wybrzeża „Mishima” i „Okinoshima” – wszystkie stanowiące zdobycze z wojny z Rosją z 1905 roku. Ponadto w jej skład wchodziły 3 krążowniki pancerne „Iwate”, „Tokiwa” i „Yakumo”, 8 mniejszych krążowników, 4 kanonierki, 24 niszczyciele, 13 torpedowców i okręt-baza wodnosamolotów „Wakamiya”. Do sił japońskich dołączyły 28 sierpnia: brytyjski pancernik HMS „Triumph” oraz niszczyciel HMS „Usk”. Blokada składała się z trzech linii, od 9 do 18 mil morskich od zatoki Kiaoczou. Początkowo jeszcze w skład zespołu wchodziły nowoczesne pancerniki „Kawachi”, „Settsu”, oraz krążownik liniowy „Kongō”, przeznaczone do walki z Eskadrą Wschodnioazjatycką, lecz zostały odesłane. 28 sierpnia pancerniki „Suwō”, „Iwami”, „Tango” i „Triumph” rozpoczęły ostrzał bazy, powtarzany 11 razy w ciągu kolejnych 6 tygodni.
Do operacji lądowej Japończycy wyznaczyli siły liczące 23 000 ludzi, wspierane przez 142 działa. Brytyjczycy skierowali do akcji symboliczny kontyngent liczący ok. 2000 ludzi (w tym 500 Sikhów) pod dowództwem generała brygady Nathaniela Waltera Barnardistona.  
Desant rozpoczął się 2 września w rejonie Longkou, kolejną grupę wojsk wysadzono w dniu 18 września w rejonie Laoshan, 30 km na wschód od Qingdao. Łącznie pod koniec września siły alianckie biorące udział w oblężeniu Qingdao liczyły 58 000 żołnierzy i ponad 100 dział. Po stronie niemieckiej trwały gorączkowe przygotowania do obrony. Po rozbudowaniu umocnień miejskich, dowodzący obroną miasta Alfred Meyer-Waldeck nakazał swoim oddziałom utworzenie dwóch pierścieni obrony.
W dniach 26 i 27 września miały miejsce wielokrotne ataki alianckie na stanowiska obrony niemieckiej i sojuszniczych oddziałów austro-węgierskich. Dzień później miasto zostało całkowicie okrążone przez oblegających. Za każdym razem, gdy tylko Japończycy podchodzili pod umocnienia, tworząc nową linię okopów, spotykali się z gwałtowną reakcją wojsk niemieckich, które odpierały ataki.
W walkach wzięło udział lotnictwo. Po raz pierwszy w historii użyto 5 września 1914 w akcji lotnictwa z okrętów – wodnosamolotu z japońskiego transportowca „Wakamiya”, wykonującego misję rozpoznawczą. Od 21 września ze zbudowanego lotniska w Tsimo zaczęły wykonywać misje trzy japońskie samoloty armijne. Po stronie obrońców do akcji włączono dwa samoloty Rumpler Taube, których zadaniem była ocena sił przeciwnika i wyśledzenie stanowisk dział japońskich oraz akcje dywersyjne. Pierwszy z dwóch samolotów pilotowany przez leutnanta Friedricha Müllerskowskiego rozbił się podczas pierwszej akcji, a pilot został ciężko ranny. Druga maszyna pilotowana przez Gunthera Plüschowa wielokrotnie uprzykrzała życie Japończykom. Podchwyciła to niemiecka propaganda, która niemieckiego pilota określała mianem „Kondora Tsingtao”. Plüschow miał zestrzelić m.in. japoński samolot Farman MF.7 oraz zrzucić na japońskie stanowiska niewielkie, przerobione z granatów artyleryjskich bomby. Przewaga w powietrzu należała jednak do Japończyków, których samoloty stopniowo niszczyły stanowiska niemieckie.
Obronę niemiecką z morza wspierały działa kanonierki „Jaguar” i stojącego w porcie austro-węgierskiego krążownika SMS „Kaiserin Elisabeth”, który przebywał w Tsingtau z wizytą w chwili wybuchu wojny (po serii sprzecznych rozkazów i wyjeździe z Tsingtau części jego załogi, zdecydowano ostatecznie użyć krążownik w obronie miasta, mimo że Austro-Węgry, będące sojusznikiem Niemiec, nie były w stanie wojny z Japonią). Sześć dział 15 cm krążownika użyto też w bateriach nadbrzeżnych. 14 października bateriom nadbrzeżnym kalibru 240 mm udało się uszkodzić brytyjski pancernik „Triumph”, który podszedł zbyt blisko. W nocy 17 października torpedowiec S 90 skrycie wypłynął z portu, zatapiając japoński krążownik „Takachiho”, który poszedł na dno z 253 członkami załogi. Niemieckiemu torpedowcowi nie udało się jednak przebić ponownie przez blokadę portu, wobec czego niemieccy marynarze po wpłynięciu na wody chińskie wyrzucili okręt na brzeg.
31 października, w dniu urodzin cesarza, Japończycy podjęli generalny szturm na miasto, zostali jednak odparci. W tej sytuacji rozpoczęli siedmiodniowy ostrzał Qingdao, umożliwiając własnej piechocie podejście i zajęcie nowych stanowisk. Niemcy stawiali zacięty opór, otwierając ogień z ciężkich dział. 2 listopada, po wyczerpaniu się amunicji, załoga zatopiła krążownik „Kaiserin Elisabeth”. Nocą 6 listopada piechocie japońskiej udało się w końcu przełamać linie obrony niemieckiej i mimo gwałtownego oporu, obrońcy zmuszeni zostali do wycofania się do miasta. Japończycy zajęli wzgórza wokół Qingdao, niszcząc poszczególne punkty na pierwszej linii obrony. W tej sytuacji pozbawieni amunicji Niemcy zatopili kanonierkę „Jaguar”, po czym zdecydowali się na kapitulację. Ocalały samolot Taube Plüschowa został wysłany 6 listopada z wiadomościami do Chin.
7 listopada oddziały niemieckie oraz wspierające je siły austro-węgierskie złożyły broń. Miasto zostało zajęte przez Japończyków na honorowych warunkach. Obrońców internowano do Japonii, m.in. do obozu jenieckiego Bandō. Większości cywilów niemieckich pozwolono pozostać w Qingdao i prowadzić własne interesy. Większość jeńców zwolniono jednak dopiero po zakończeniu wojny na przełomie lat 1919–1920.
Już po zdobyciu twierdzy, 10 listopada japoński torpedowiec Nr 33 zatonął na minie.

## Galeria

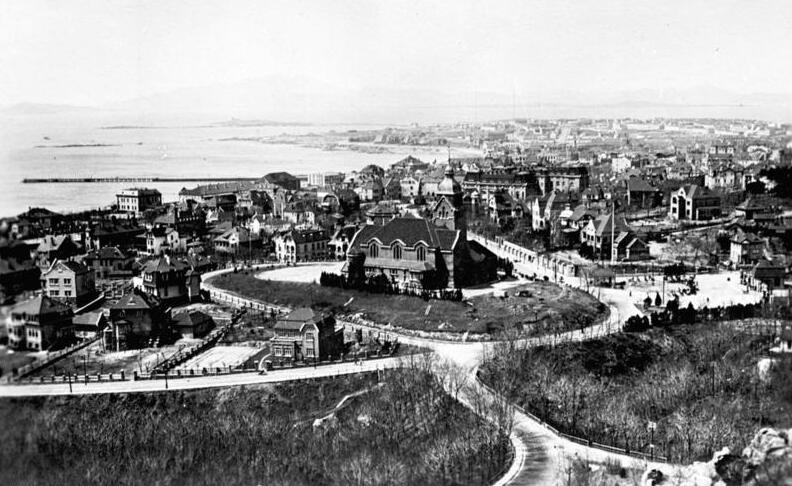
Qingdao (1914)
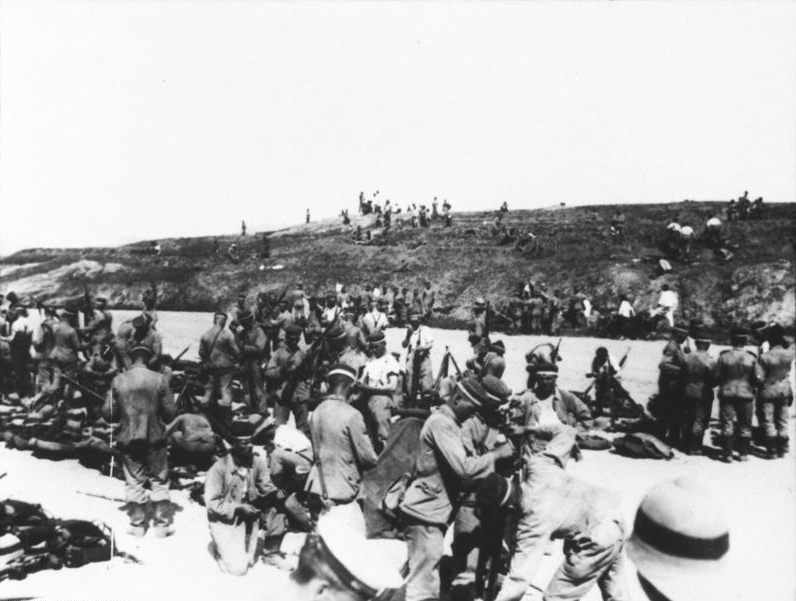
Pierwsza linia obrony niemieckiej
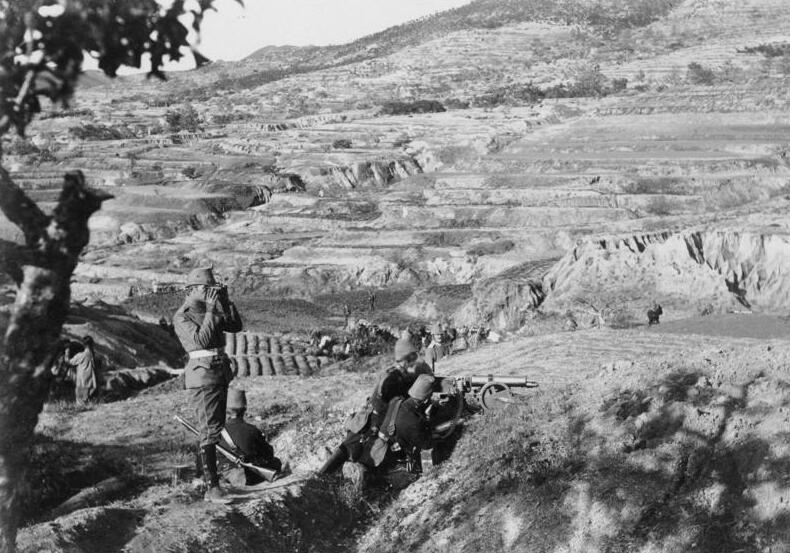
Pozycje obrony niemieckiej
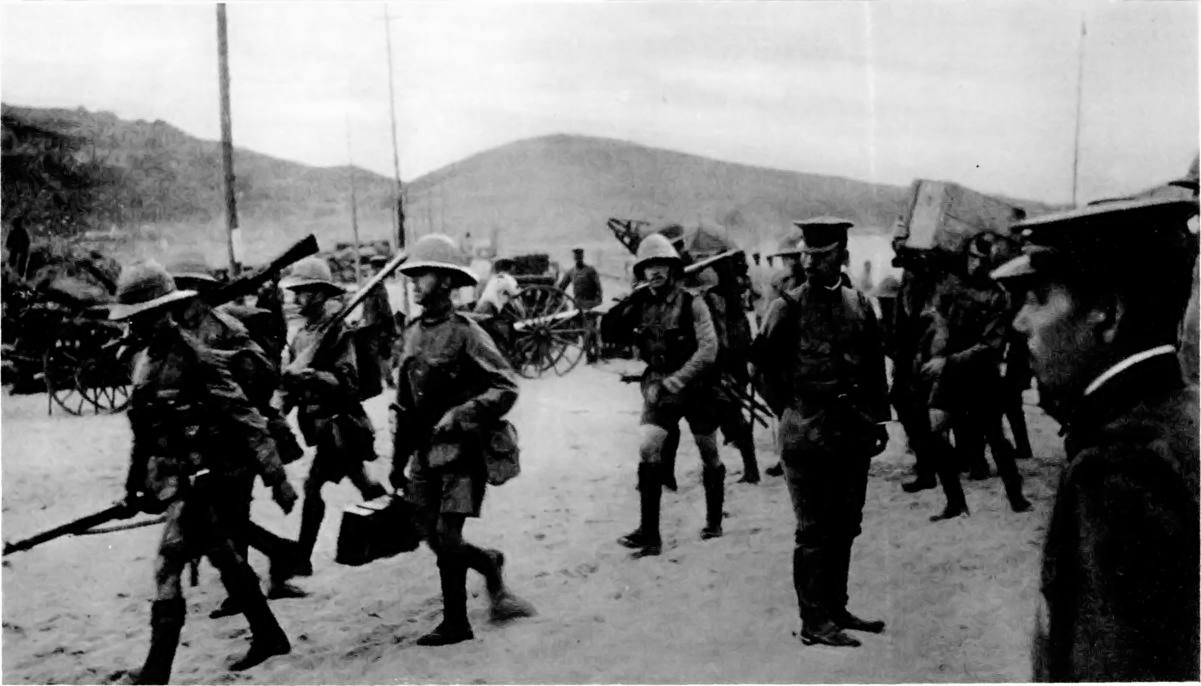
Oddziały brytyjskie pod Qingdao
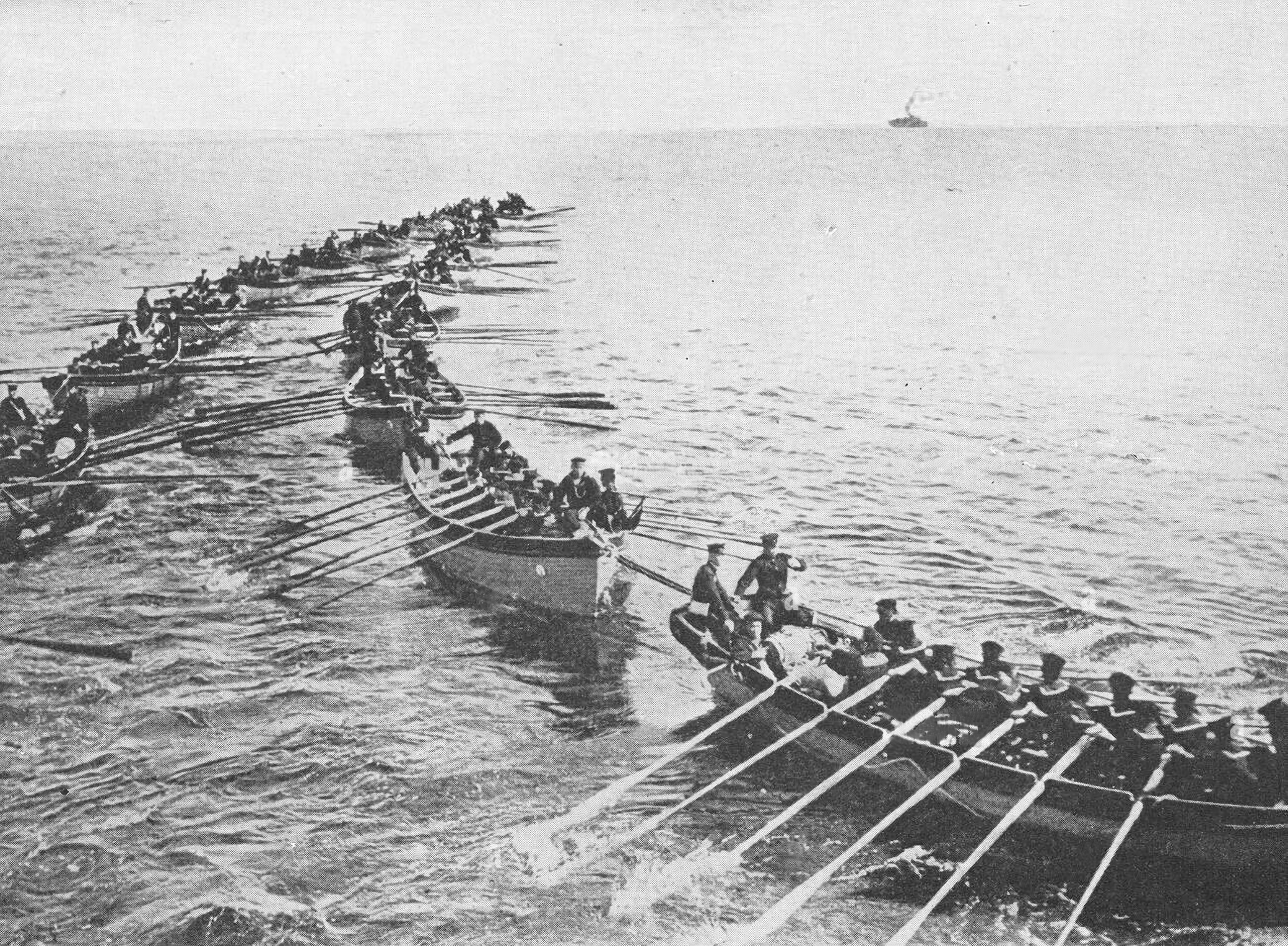
Desant japoński
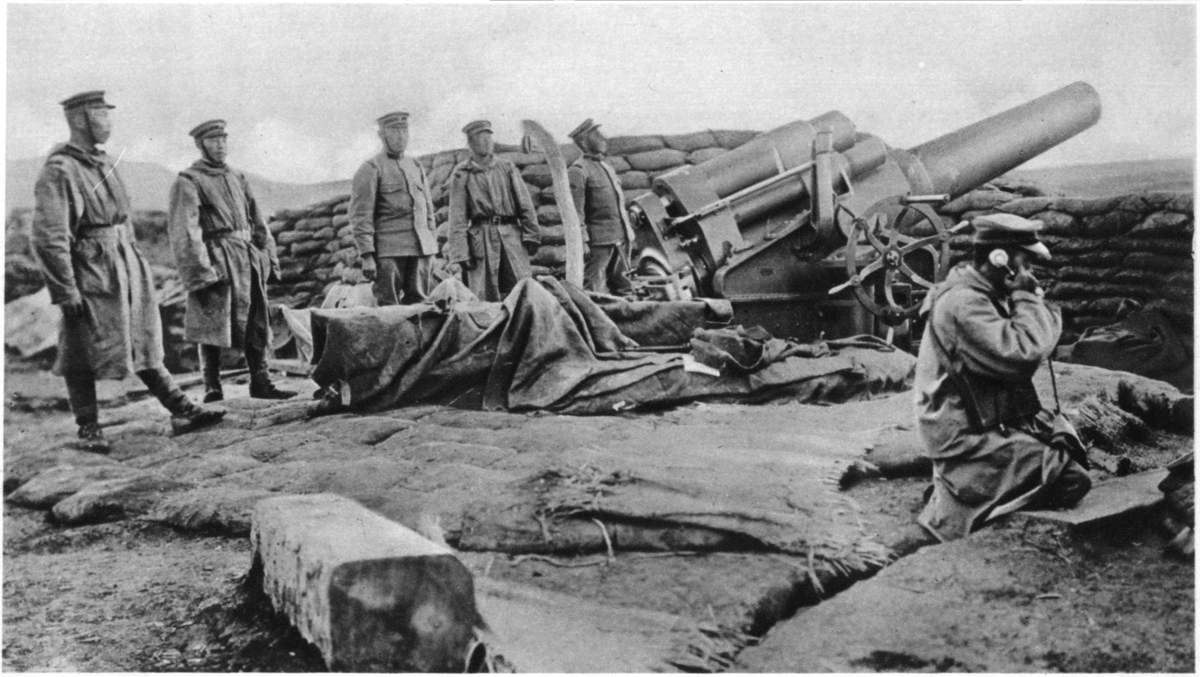
Japońska artyleria podczas oblężenia
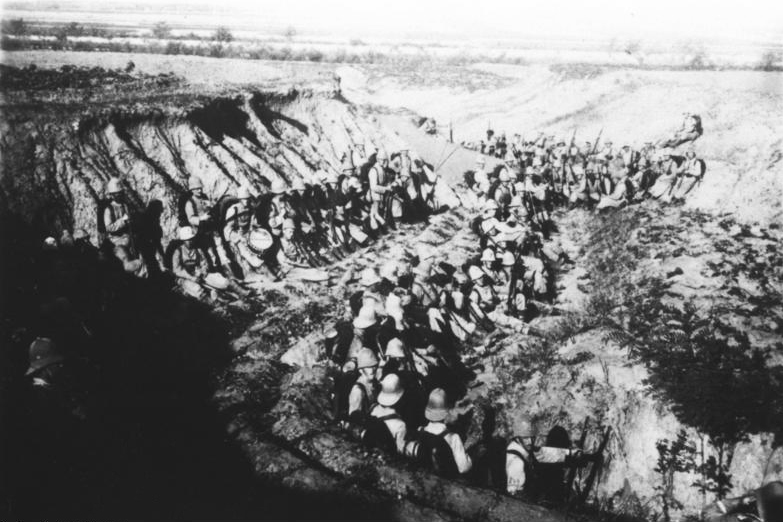
Stanowiska niemieckie
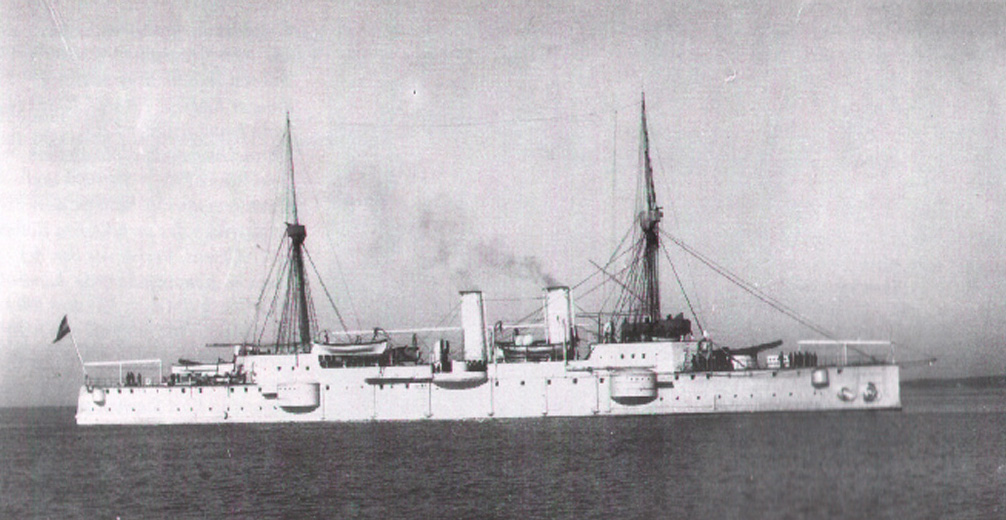
„Kaiserin Elisabeth”